# Межатомное взаимодействие

Вращающийся фуллерен C_{60}.

Межа́томное взаимоде́йствие — электромагнитное взаимодействие электронов и ядра одного атома с электронами и ядром другого атома. Межатомное взаимодействие зависит от расстояния между атомами и электронных оболочек атомов. Мерой межатомного взаимодействия является энергия взаимодействия атомов. Энергия взаимодействия атомов лежит в широком диапазоне. Энергия межатомного взаимодействия является отчётливо выраженной периодической функцией положительного заряда ядра атома.
При высоких значениях энергии межатомного взаимодействия имеет место образование гомоядерных двухатомных молекул. При низких значениях энергии межатомного взаимодействия атомы сохраняют свою индивидуальность, так все благородные (инертные) газы (гелий, неон, аргон, криптон, ксенон, радон) при нормальных условиях моноатомны. Однако энергия межатомного взаимодействия атомов благородных газов обусловливает возможность существования разных агрегатных состояний благородных газов (газ, жидкость и твёрдое тело). Происхождение сил, вызывающих притяжение атомов друг к другу, было объяснено в 1930 году Лондоном. Межатомное притяжение возникает вследствие флуктуации электрических зарядов в двух атомах, находящихся близко друг от друга. Каждый атом обладает мгновенным электрическим дипольным моментом, отличным от нуля. Мгновенный диполь на одном атоме наводит противоположно направленный диполь в соседнем атоме. Эти диполи притягиваются друг к другу за счёт возникновения сил притяжения. Межатомное взаимодействие проявляется при сборке из атомов наноматериалов, атомных и молекулярных кластеров, фуллеренов и др.
В 1985 году группа исследователей, используя лазерную абляцию, осуществила первую атомную сборку кластеров, состоящих из 60 и 70 атомов углерода. Фактически, ими открыта новая аллотропная форма углерода — фуллерены. На рисунке дана модель молекулы вращающегося фуллерена — C60.
В 1996 году Р.Смолли, Р.Кёрл и Х.Крото удостоены Нобелевской премии по химии за открытие фуллеренов.